# Glycosmis macrantha
Glycosmis macrantha là một loài thực vật có hoa trong họ Cửu lý hương. Loài này được Merr. mô tả khoa học đầu tiên năm 1929.